# Orfila Bardesio
Orfila Bardesio Vila (Montevideo, 18 de mayo de 1922 - Montevideo,14 de octubre de 2009) fue una poeta y profesora uruguaya.

## Biografía
Orfila Bardesio vivió un largo período en el departamento de Treinta y Tres, donde ejerció la docencia en literatura. Bardesio inició su carrera literaria en 1939 con el poemario "Voy". Le siguieron "La muerte de la luna" (1942) y "Poema" (1946), obteniendo críticas positivas en el ámbito literario. Jules Supervielle la alabó como una gran poeta, y fue parte del círculo literario de la Generación del 45. En 1950 Bardesio se casó con el poeta y escritor Julio Fernández. Con él se trasladó a Treinta y Tres, donde fue profesora de lengua y literatura española.
Por su trilogía cristiana "Uno" (publicada en 1955, 1959 y 1971) y por su libro "Poema" recibió cuatro veces el premio del Ministerio de Educación y Cultura de Uruguay, respectivamente. Después de la muerte de su esposo en 1974, regresó a Montevideo. En 1984 se publicó su obra maestra "El ciervo radiante". En 1989 publicó el ensayo literario y religioso "La luz del ojo en el follaje". Su último libro de poesía, La canción de la tierra, apareció unos meses después de su muerte. Muchos de sus textos también aparecieron en periódicos y revistas como Índice, La Nación, Entregas de la Licorne, Alfar o Marcha.

## Obras
- Voy, 1939
- La muerte de la luna, 1942
- Poema, 1946
- Uno/Libro 1º, 1955
- Uno/Libro 2°, 1959
- Canción, 1970
- Uno/Libro 3º, 1971
- Juego, 1972
- La flor del llanto, 1973
- El ciervo radiante, 1984
- La luz del ojo en el follaje, ensayo, 1989
- Antología poética, 1994
- La canción de la tierra, 2009

## Premios y reconocimientos
- Ministerio de Instrucción Pública, 1947. 1er Premio por Poema.